# Max Manus (film)

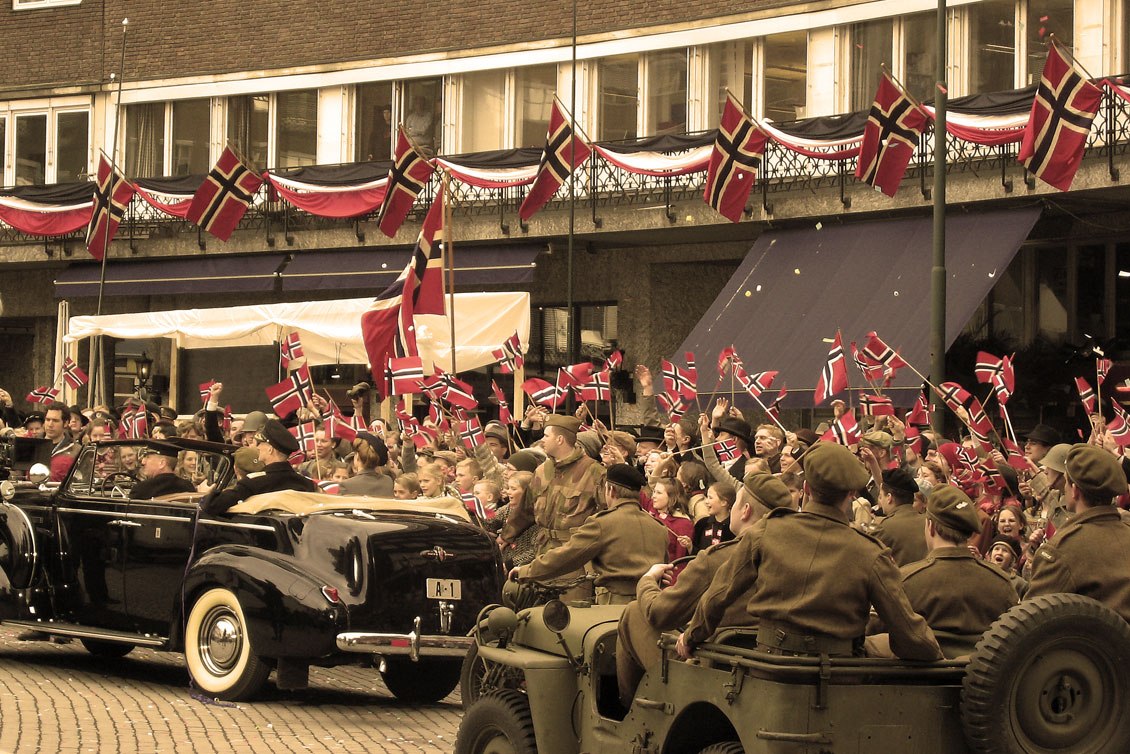
Scène uit Max Manus

Max Manus - internationaal ook uitgebracht als Max Manus: Man of War - is een Noorse actiefilm uit 2008 onder regie van Joachim Rønning en Espen Sandberg. Het is gebaseerd op het verzetswerk van Max Manus tijdens de Tweede Wereldoorlog. 

## Verhaal
In deze film wordt het leven van Max Manus gevolgd vanaf het moment van de inval en bezetting van Noorwegen met flashbacks van zijn gevechten in de Winteroorlog. In het begin bestaat zijn verzet uit het verspreiden van kranten en pamfletten. Hij wordt gearresteerd, maar springt uit het raam van zijn woning. Tijdens zijn verblijf in het ziekenhuis kan Max Manus met hulp van de verpleegster Solveig Johnsrud en zijn makkers ontsnappen en vlucht naar Schotland. Daar krijgt hij een militaire opleiding en wordt hij opgenomen in de korps van kapitein Linge. Zijn eerste missie is het tot zinken brengen van Duitse bevoorradingsschepen in de haven van Oslo. Dit gebeurt op spectaculaire wijze. 
Max Manus vormt samen met zijn vrienden Gregers Gram en Gunnar Sønsteby het verzet in Oslo en noemen ze zich de "Oslogjengen" (Oslo-bende). Max Manus wordt eerste prioriteit van de Gestapo-chef in Oslo, Siegfried Fehmer. Ondanks verschillende pogingen tot gevangenneming, weet Max Manus elke keer te ontsnappen. 
Tussen de verzetsdaden door pendelt Max Manus naar Stockholm voor het onderhouden van contacten, onderduiken na gelukte verzetsdaden of zelfs verzorging. Hier ontmoet hij Tikken, die de contactpersoon is voor verzetsstrijders in Stockholm. De twee ontwikkelen een speciale relatie met elkaar. Echter kiest zij op een gegeven moment voor haar man en kind. Als dan ook zijn beste vriend Gregers Gram tijdens een hinderlaag wordt neergeschoten, neemt hij wraak door het grootste troepentransportschip van de Duitsers, de Donau, tot zinken te brengen. Tijdens de daaropvolgend represaille van de Gestapo worden veel vrienden van Max Manus opgepakt en neergeschoten. Max Manus geeft zichzelf de schuld van de dood van zijn vrienden en verdrinkt zijn verdriet. 
Na de oorlog heeft Max Manus een ontmoeting met de gevangengenomen Siegfried Fehmer en beseft dat iedereen slachtoffer is geweest van de oorlog. Op het eind vinden Tikken en Max Manus elkaar toch en verklaren ze elkaar de liefde.

## Rolverdeling
- Aksel Hennie - Max Manus
- Agnes Kittelsen - Ida Nikoline 'Tikken' Lindebrække
- Nicolai Cleve Broch - Gregers Gram
- Ken Duken - Siegfried Fehmer
- Christian Rubeck - Kolbein Lauring
- Knut Joner - Gunnar Sønsteby
- Mats Eldøen - Edvard Tallaksen
- Kyrre Haugen Sydness - Jens Christian Hauge
- Viktoria Winge - Solveig Johnsrud
- Pål Sverre Valheim Hagen - Roy Nilsen
- Jakob Oftebro - Lars Emil Erichsen
- Petter Næss - Kapitein Martin Linge
- Ron Donachie - Kolonel J.S. Wilson
- Stig Henrik Hoff - Politieofficier Eilertsen
- Oliver Stokowski - Höhler